# Glenn Sacks
Glenn Sacks (ur. 1963) – amerykański dziennikarz i prezenter radiowy. Poruszana przez niego tematyka dotyczy praw mężczyzn oraz praw ojca. Jest pierwszym dziennikarzem specjalizującym się w prawach mężczyzn bądź prawach ojca, który otrzymał własny dział w jednej ze stu czołowych amerykańskich gazet. Jego program His Side nadawany jest na terenie Los Angeles i hrabstwa Orance przez stację 50 000 W. W latach 2003–2005 program ten nadawany był w formie talk-show w Los Angeles, Nowym Jorku, Bostonie, Seattle oraz innych miastach.
Sacks jest często gościem radiowych oraz telewizyjnych programów typu talk show. Często jest też cytowany przez gazety i magazyny. Od 2006 roku Glen Sacks prowadzi własny blog oraz własny biuletyn internetowy, którego liczba czytelników sięga 50 tys.

## Kampanie Sacksa
- Przeciwko nieuzasadnionemu zastosowanie aresztu tymczasowego. Sacks cytował sprawę znanego prezentera telewizyjnego i showmana Davida Lettermana aresztowanego na podstawie skargi kobiety, której nigdy nie spotkał.
- Przeciwko uprzedzeniom w Public Broadcasting Service, zrzeszeniu kilkuset stacji telewizyjnych nadających na terenie Stanów Zjednoczonych i Kanady. Sprawa dotyczyła serii dokumentalnej Przełamać Ciszę: Historie Dzieci (ang. Breaking the Silence: Children's Stories). Jego zarzut braku obiektywizmu tego materiału został poparty przez rzecznika owego zrzeszenia stacji telewizyjnych (Michaela Getlera) oraz rzecznika Corporation for Public Broadcasting, organizacji społecznej zajmującej się monitorowaniem działalności mediów (Kena Bode'a).
- Wyszukiwania literatury i zachęcania do badań na temat męskich ofiar przemocy domowej i ilości takich ofiar w stosunku do żeńskich ofiar przemocy domowej (obecnie uznaje się, że ofiarą przemocy domowej częściej padają mężczyźni[1]).
- O zmiany w systemie alimentacyjnym odnośnie do odmowy przeglądu praw mężczyzny będącego testowanym na ojcostwo. O zmiany w zasądzaniu alimentów tak, aby opierały się one o aktualną pensję rodzica a nie pensję w chwili rozprawy. Przeciwko seksistowskiemu i obraźliwemu językowi używanemu przez sądy i dziennikarzy, utożsamiającemu mężczyznę z osobą wykręcającą się od wspierania dziecka (m.in. "deadbeat dads”).
- W roku 2004 po jego radiowej kampanii we współpracy z różnymi grupami praw ojca zmusił ministra sprawiedliwości stanu Michigan Mike'a Coksa do odwołania mizoandrycznego konkursu dla dzieci na bilbord najlepiej krytykujący ojców (a nie rodziców) nie płacących alimentów.
- Akcje przeciwko nadawaniu reklam obraźliwych lub wrogich mężczyźnie. Między innymi reklam, w których przemoc domowa wobec mężczyzny traktowana jest jako element humorystyczny.
- W 2005 roku sukcesem i wycofaniem ze sprzedaży skończyła się jego kampania przeciwko ubraniom z nadrukami zachęcającymi dziewczynki do pogardy dla chłopców (Chłopcy są głupi, rzucajcie w nich kamieniami).